# Гаррі Вільямс (австралійський футболіст)
Гаррі Вільямс (англ. Harry Williams; нар. 7 травня 1951, Сідней, Австралія) — австралійський футболіст, захисник. Перший австралійський абориген у футболці національної збірної Австралії.

## Клубна кар'єра
Народився в Сіднеї, з 9-и років займався в місцевому клубі «Сент-Джордж Поліс Бойс». У 1970 році приєднався до дорослої команди «Сент-Джордж-Будапешт», яка виступала у вищому дивізіоні чемпіонаті штату Новий Південний Уельс.У команді швидко став одним з провідних гравців. У сіднейському клубі грав до 1977 року та двічі вигравав з ним чемпіонат штату Новий Південний Уельс (1972, 1976). У 1978 році грав за «Канберра Сіті», який виступав у Національній футбольній лізі Австралії. Наприкінці кар'єри грав у клубі «Інтер Монаро», де завершив кар’єру в 1990 році.

## Кар'єра в збірній
До національної команди потрапив ще в підлітковому віці, у 1970 році взяв участь у турне в складі австралійської збірної, але на футбольне поле не виходив. У футболці національної збірної Австралії дебютував 21 травня 1974 року в переможному (2:1) товариському матчі проти Індонезії в Джакарті. Наступного виклику до національної команди чекав до 1974 року. У 1974 році Гаррі, який до цього зіграв лише 6 матчів за національну команду, поїхав на фінальну частину чемпіонату світу. На турнірі в ФРН зіграв у поєдинку групового етапу проти Чилі (0:0). Включаючи кваліфікаційні етапи, протягом футбольної кар'єри зіграв 6 матчів на чемпіонатах світу. Востаннє футболку збірної Австралії одягав 16 жовтня 1977 року в програному (1:2) поєдинку проти Кувейту в Сіднеї. Загалом з 1970 по 1978 рік зіграв 17 матчів у складі збірної Австралії.

## Особисте життя
Разом з родиною проживає в Мельбурні, на півострові Морнінгтон.